# علي بن عبد الله الوزير
علي بن عبد الله الوزير (1885-1948) هو علي بن عبد الله بن الإمام محمد بن عبد الله الوزير قائد القوات المسلحة اليمنية خلال عهد الإمام عبد الله الوزير وأمير لواء تعز في المملكة المتوكلية اليمنية واحد قادة ثورة الدستور ضد الإمام يحيى حميد الدين، ولد في 15 يونيو 1885 بقرية بيت السيد هجرة ال الوزير في بني حشيش.

## التعليم
التحق وهو بعمر الخامسة بمعلامة منطقة الأبناء ببني حشيش وتعلم فيها على يد الشيح أحمد علي جار الله القرآن والكتابة ومبادئ الحساب، وانتقل إلى الروضة ودرس في مسجدها الكبير العلوم الإسلامية وتجويد القرآن والنحو على يد علي بن أحمد السدمي وعبد الله بن عبد الكريم أبو طالب وانتقل إلى مدينة صنعاء لاستكمال دراسته في مساجدها. على يد أحمد بن محمد بن أحمد العراسي وعلي حسين المغربي وعلي بن حسن سنهوب.

## العهد العثماني
انضم إلى جيش الإمام يحيى حميد الدين لقتال الجيش العثماني في اليمن وشارك في محاصرة العثمانيين في صنعاء سنة 1911، وبعد صلح دعان بين الإمام يحيى والدولة العثمانية عين من عام 1912 إلى عام 1919 حاكم لبلاد بني مطر والبساتين وحراز.

## المملكة المتوكلية اليمنية
في 1919 قاد جيش المملكة المتوكلية للسيطرة على لواء تعز فأخمد تمرد حبيش وبسط سيطرته على العدين وذي سفال وانتصر في معركة جبل صبر ومعركة قلعة المقاطرة وسيطر على كامل لواء تعز في 1921 ووحده وضمه إلى المملكة المتوكلية اليمنية، وفي 1920 شكل لواء عسكري من أبناء لواء تعز بالكامل وسمي بالالاي  الرابع وفي 1927 شكلا الالاي الثامن المكون بالكامل من أبناء لواء تعز.

## ثورة الدستور
شارك في ثورة 1948 الدستورية ضد الإمام يحيى حميد الدين، وعقب انتصار الإمام أحمد بن يحيى حميد الدين على الثورة اعتقل مع قادتها في قلعة القاهرة بحجة، وأعدم يوم 21 يونيو 1948.